# Ažbe Jug
Ažbe Jug (Maribor, Eslovenia, 3 de marzo de 1992) es un futbolista esloveno que juega como portero y actualmente milita en el N. K. Maribor de la 1. SNL de Eslovenia.

## Clubes
| Club                       | País         | Año       |
| -------------------------- | ------------ | --------- |
| Interblock                 | Eslovenia    | 2009-2011 |
| F. C. Girondins de Burdeos | Francia      | 2011-2015 |
| Sporting C. P.             | Portugal     | 2015-2017 |
| Fortuna Sittard            | Países Bajos | 2019-2020 |
| N. K. Maribor              | Eslovenia    | 2020-     |

## Palmarés

### Títulos nacionales
| Título                    | Club                       | País      | Año  |
| ------------------------- | -------------------------- | --------- | ---- |
| Copa de Francia           | F. C. Girondins de Burdeos | Francia   | 2013 |
| Primera Liga de Eslovenia | N. K. Maribor              | Eslovenia | 2022 |